# نبرد سوتیسکا (فیلم)
نبرد سوتیسکا (به زبان انگلیسی: Battle of Sutjeska) فیلمی در ژانر پارتیزان محصول سال ۱۹۷۳ میلادی به کارگردانی استیپ دلیچ است و در یوگسلاوی ساخته شده‌است. این اثر سینمایی داستان از نبرد معروف سوتسسکا، بزرگترین درگیری جنگ پارتیزان یوگسلاوی را روایت می‌کند. همچنین این فیلم یکی از گران‌قیمت‌ترین ساخته‌های یوگسلاوی است. در ۴۶ مین دوره جوایز اسکار، این اثر از کشور یوگسلاوی به عنوان بهترین فیلم زبان خارجی انتخاب شد، اما به عنوان نامزد پذیرفته نشد. همچنین در هشتمین جشنواره بین‌المللی فیلم مسکو قرار گرفت که در آن جایزه ویژه ای کسب کرد.

## بازیگران
- ریچارد برتون در نقش جوزپ برز تیتو
- لیوبو تادیچ به عنوان ساوا کوواویویچ
- با تا ژیوویینوویچ به عنوان نیکولا
- ایرنه پاپاس به عنوان مادر بورو
- میلنا درویچ به عنوان ورا
- برت سوتلار به عنوان باربا
- بوریس دوورنیک به عنوان ایوان
- راد مارکوویچ به عنوان Radoš
- لیوبیشا سامارجیج
- میلان پوزیچ به عنوان عضو ستاد پارتیزان
- کول آنجلووسکی به عنوان دوست استنژلو
- استوا آراندویچ به عنوان کشیش
- رلیا باشیخ به عنوان سرو. استوارت
- پتار بنیشویچ به عنوان سرو. دیوون
- گونتر میسنر به عنوان ژنرال رودولف لوترز
- آنتون دیفرینگ به عنوان ژنرال الکساندر لهر
- مایکل کرامر به عنوان سرهنگ واگنر
- ندا آرنریچ